# Улица Свободы (Ижевск)
Улица Свобо́ды — улица в Первомайском и Октябрьском районах города Ижевска. Проходит с юга на север, от Железнодорожного переулка до проезда Бородина, однако не является сквозной на всём протяжении. Нумерация домов ведётся от Железнодорожного переулка.

## История
Улица образовалась в XIX веке и подобно своим соседям была названа просто порядковым номером — Седьмая улица. В 1911 году ижевский оружейный фабрикант В. И. Петров построил на 7-й улице роддом, который назвал в честь своей жены «Родильный дом им. Анны Петровны». Этот роддом считается первым в истории Ижевска.
13 декабря 1918 года Ревграждансовет Ижевска переименовал 7-ю улицу в улицу Свободы. При этом её южная часть до 16 декабря 1937 года носила собственное имя — улица Короленко.
В 1925—1928 годах в рамках борьбы с бездорожьем проводились работы по мощению улицы. В 1936 году между улицами Свободы и Пушкинской разместился стадион спортивного общества «Динамо». В 1967 году в конце улицы были возведены корпуса 2-й городской больницы.

## Описание
Улица Свободы находится в центральной части Ижевска. Начинается в жилом районе «Южный» Первомайского административного района у Воткинской железнодорожной линии и следует от неё в северном направлении. Улица пересекает Ястребовский и Ботенёвский переулки и обрывается, дойдя до улицы Василия Чугуевского. В Южном жилом районе улица сохраняет частную застройку по сей день.
Второй участок улицы Свободы расположен в Центральном жилом районе вблизи Сенной площади, где в качестве внутриквартального проезда проходит от улицы Карла Либкнехта до Пастухова. Здесь к улице относятся 3 пятиэтажных жилых дома.
Последний, самый северный участок улицы, находится также в центре Ижевска, но уже в Октябрьском административном районе города. Начинается он на Советской улице и следует от неё на север, пересекая Красногеройскую улицу. С западной стороны к нему примыкает улица Бородина. Заканчивается улица Свободы в районе Центральной площади у Театра оперы и балета Удмуртии, где переходит в проезд Бородина.

## Примечательные здания и сооружения

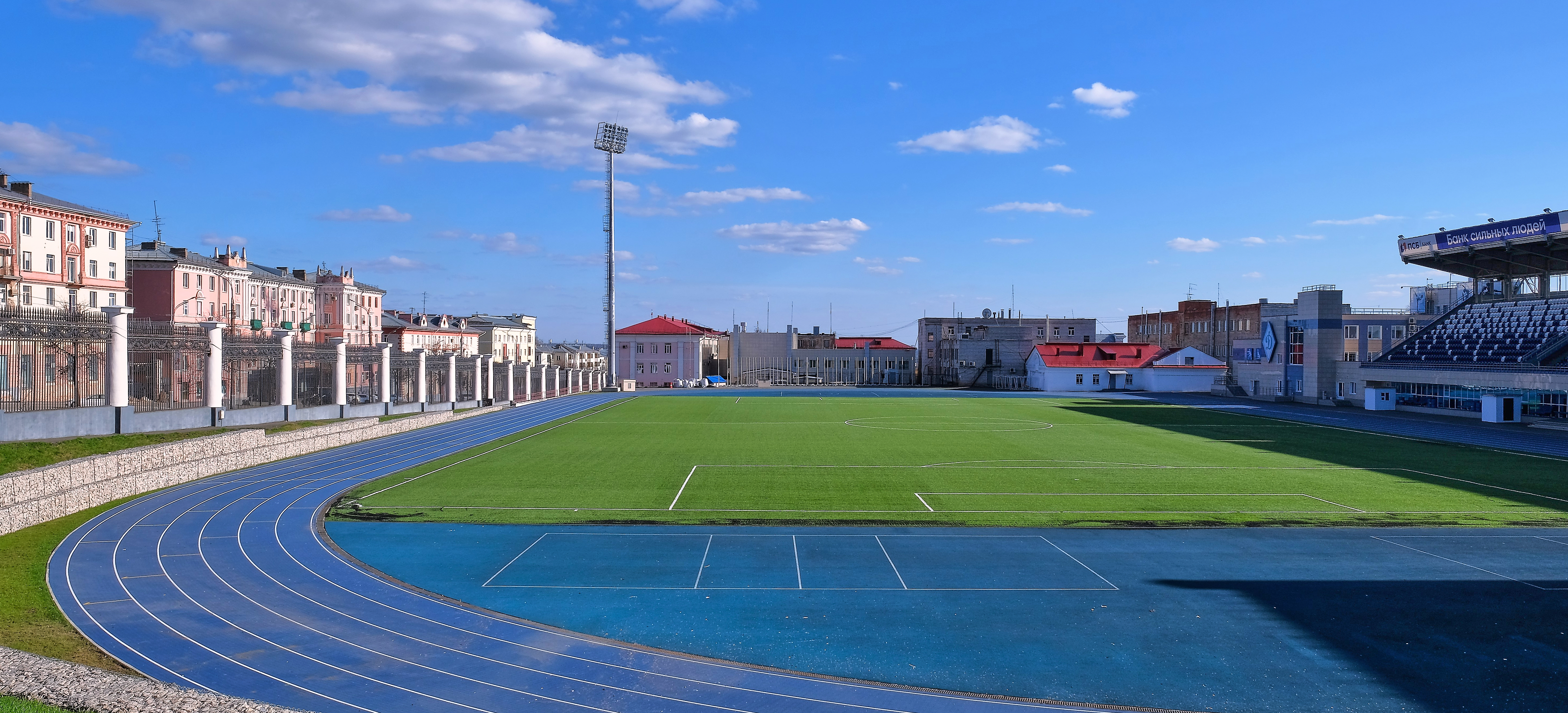
Стадион «Динамо»

По нечётной стороне
- № 139 — Дом Союзов[4], Устиновский районный суд г. Ижевска
- № 173 — институт «Удмуртгражданпроект»
- № 175 — Ижевский нефтяной научный центр

По чётной стороне
- № 184 — 4-этажный двухподъездный жилой дом (1939, архитектор Л. П. Шкляев)
- № 186 — 2-этажный семиквартирный жилой дом дореволюционной постройки — один из старейших жилых домов Ижевска с уникальной деревянной архитектурой[7].
- № 202 — спортивный комплекс «Динамо»
- № 226 — городская клиническая больница № 2
- № 228 — Консультативно-диагностический центр Министерства здравоохранения Удмуртии

## Транспорт
На участке от улицы Бородина до Советской организовано одностороннее движение автотранспорта. Маршруты городского общественного транспорта по улице Свободы не проходят.

## Известные жители
- Андрей Михайлович Соловьёв — ижевский инженер-металлург, автор исторического очерка «В память 100-летнего юбилея основания Ижевского оружейного завода». Его имя сохранилось также в названии пристани «Соловьёвские дачи» на левом берегу Ижевского пруда[6].
- Максим Данилыч Харьков — оружейник, изготовивший лекала, с помощью которых были сделаны подарочные миниатюрные винтовки в честь выпуска Ижевским заводом полумиллионной трёхлинейки[7].